# Coppa Italia 2008-2009
La Coppa Italia 2008-2009 è stata la 62ª edizione della manifestazione calcistica. È iniziata il 9 agosto 2008 ed è terminata il 13 maggio 2009 e ha visto la vittoria della Lazio contro la Sampdoria. Per il settimo anno consecutivo è arrivata in finale una squadra di Roma: in quattro occasioni ha vinto una squadra capitolina (due a testa per Lazio e Roma).

## Formula
La formula della manifestazione cambia nuovamente rispetto all'edizione precedente, cercando di avvicinarsi, secondo le intenzioni del presidente della Lega Calcio, Antonio Matarrese, al modello ideale rappresentato dalla Coppa di Francia.
Dopo solo un anno viene revocato il criticato bando delle squadre di Serie C, che tornano a gareggiare nella competizione. In particolare, la nuova Lega Pro seleziona 27 squadre, delle quali 24 di Prima Divisione (comprese le sei neopromosse dall'ex Serie C2) e 3 di Seconda Divisione. Partecipano anche 9 società selezionate dal Comitato Interregionale della Lega Nazionale Dilettanti, individuate tra le migliori classificate (ma non promosse in Seconda Divisione) in ciascuno dei nove gironi della Serie D 2007-08. Di queste nove squadre una (il Barletta) verrà successivamente ripescata in Seconda Divisione, aumentando a 28 le partecipanti della Lega Pro (24 di Prima Divisione e 4 di Seconda Divisione) e riducendo a 8 quelle della Serie D.
La principale novità è comunque costituita dall'eliminazione diretta in gara unica anche negli ottavi di finale e nei quarti di finale, oltre che nei quattro turni preliminari e nella finale. In pratica solo le semifinali restano con gare di andata e ritorno. Ancora una volta, le 8 squadre italiane partecipanti alle coppe europee entrano nella competizione direttamente dagli ottavi di finale. La formazione vincitrice guadagna la partecipazione alla Europa League 2009-10, manifestazione che sostituisce la Coppa UEFA, con esordio nella fase a gironi.
|                                         | Squadre che entrano in questo turno | Squadre qualificate dal turno precedente     |
| --------------------------------------- | --- | -------------------------------------------- |
| Primo turno eliminatorio (36 squadre)   | - 27 squadre di Lega Pro con numero 43-78 - 24 squadre di Prima Divisione - 2 squadre retrocesse dalla Serie B 2007-2008 - 9 squadre dal girone A della Serie C1 2007-2008 (dal 2º al 12º posto) - 7 squadre dal girone B della Serie C1 2007-2008 (dal 3º al 10º posto) - 6 squadre promosse dalla Serie C2 2007-2008 - 3 squadre di Seconda Divisione (perdenti finali playoff della Serie C2 2007-2008) - 9 squadre di Serie D con numero 61-78 - Seconde (o terze) classificate di ogni girone del campionato di Serie D 2007-2008 |                                              |
| Secondo turno eliminatorio (40 squadre) | - 22 squadre di Serie B con numero 21-42 - 3 squadre retrocesse dalla Serie A 2007-2008 - 15 squadre dalla Serie B 2007-2008 (dal 4º al 19º posto) - 4 squadre promosse dalla Serie C1 2007-2008 | - 18 vincenti del primo turno eliminatorio   |
| Terzo turno eliminatorio (32 squadre)   | - 12 squadre di Serie A con numero 9-20 - 9 squadre dalla Serie A 2007-2008 (dal 9º al 17º posto) - 3 squadre promosse dalla Serie B 2007-2008 | - 20 vincenti del secondo turno eliminatorio |
| Quarto turno eliminatorio (16 squadre)  | | - 16 vincenti del terzo turno eliminatorio   |
| Fase finale (16 squadre)                | - 8 squadre di Serie A con numero 1-8 - 8 squadre dalla Serie A 2007-2008 (dal 1º all'8º posto) | - 8 vincenti del quarto turno                |

## Squadre
| Ottavi di finale | Ottavi di finale | Ottavi di finale            | Ottavi di finale          |
| ---------------- | ---------------- | --------------------------- | ------------------------- |
| Inter (1)        | Milan (3)        | Sampdoria (5)               | Napoli (7)                |
| Juventus (2)     | Udinese (4)      | Fiorentina (6)              | Roma (8)                  |
| Terzo turno      |                  |                             |                           |
| Bologna (9)      | Siena (12)       | Catania (15)                | Chievo (18)               |
| Lecce (10)       | Reggina (13)     | Genoa (16)                  | Atalanta (19)             |
| Torino (11)      | Lazio (14)       | Palermo (17)                | Cagliari (20)             |
| Secondo turno    |                  |                             |                           |
| Triestina (21)   | Treviso (27)     | Ascoli (33)                 | Pisa (39)                 |
| Modena (22)      | Grosseto (28)    | Bari (34)                   | Empoli (40)               |
| Piacenza (23)    | AlbinoLeffe (29) | Sassuolo (35)               | Ancona (41)               |
| Rimini (24)      | Brescia (30)     | Avellino (36)               | Cittadella (42)           |
| Mantova (25)     | Salernitana (31) | Frosinone (37)              |                           |
| Parma (26)       | Vicenza (32)     | Livorno (38)                |                           |
| Primo turno      |                  |                             |                           |
| Novara (43)      | Pescara (52)     | Castelsardo (61)            | Pergocrema (70)           |
| Crotone (44)     | Cavese (53)      | Tritium (62)                | Chioggia Sottomarina (71) |
| Cremonese (45)   | Legnano (54)     | Pontedera (63)              | Celano (72)               |
| Foggia (46)      | Arezzo (55)      | Castellarano (64)           | Lumezzane (73)            |
| Taranto (47)     | Gallipoli (56)   | Bacoli Sibilla Flegrea (65) | Bassano Virtus (74)       |
| Perugia (48)     | Ravenna (57)     | Portogruaro (66)            | Barletta (75)             |
| Monza (49)       | Padova (58)      | Benevento (67)              | Reggiana (76)             |
| Cesena (50)      | Pro Sesto (59)   | Biellese (68)               | R.C. Angolana (77)        |
| Foligno (51)     | Sorrento (60)    | Mezzocorona (69)            | Real Marcianise (78)      |

## Date
Le date dei turni della Coppa Italia 2008-2009 sono state comunicate il 28 maggio 2008. Il sorteggio del tabellone è stato effettuato il 30 luglio 2008, ore 12:00 CET, presso la sede della Lega Nazionale Professionisti a Milano. Dopo il sorteggio le 78 squadre partecipanti sono state posizionate nel consueto tabellone tennistico.
| Fase              | Turno            | Sorteggio                             | Andata                            | Ritorno                           |
| ----------------- | ---------------- | ------------------------------------- | --------------------------------- | --------------------------------- |
| Turni eliminatori | 1º turno         | 30 luglio 2008, ore 12:00 CEST Milano | 9 agosto 2008                     | 9 agosto 2008                     |
| Turni eliminatori | 2º turno         | 30 luglio 2008, ore 12:00 CEST Milano | 17 agosto 2008                    | 17 agosto 2008                    |
| Turni eliminatori | 3º turno         | 30 luglio 2008, ore 12:00 CEST Milano | 23 agosto 2008                    | 23 agosto 2008                    |
| Turni eliminatori | 4º turno         | 30 luglio 2008, ore 12:00 CEST Milano | 18 settembre-2 ottobre 2008       | 18 settembre-2 ottobre 2008       |
| Fase finale       | Ottavi di finale | 30 luglio 2008, ore 12:00 CEST Milano | 12 novembre-3-10-17 dicembre 2008 | 12 novembre-3-10-17 dicembre 2008 |
| Fase finale       | Quarti di finale | 30 luglio 2008, ore 12:00 CEST Milano | 21 gennaio-4 febbraio 2009        | 21 gennaio-4 febbraio 2009        |
| Fase finale       | Semifinali       | 30 luglio 2008, ore 12:00 CEST Milano | 4 marzo 2009                      | 22 aprile 2009                    |
| Fase finale       | Finale           | 30 luglio 2008, ore 12:00 CEST Milano | 13 maggio 2009                    | 13 maggio 2009                    |

## Partite

### Turni eliminatori

#### Primo turno
Si è disputato sabato 9 e domenica 10 agosto 2008 con la partecipazione dei soli club non appartenenti alla Lega Calcio (24 di Prima Divisione, 4 di Seconda Divisione e 8 di Serie D). Hanno giocato in casa le 18 squadre di Prima Divisione che erano in Serie B o in Serie C1 nella stagione precedente, mentre hanno giocato in trasferta le 6 neopromosse dalla Serie C2 alla Prima Divisione, le 4 squadre di Seconda Divisione e le 8 squadre di Serie D. A questa norma vi sono state due eccezioni: Mezzocorona-Pescara (giocata in casa del Mezzocorona per accordo fra le due società) e Cremonese-Reggiana (giocata a Pizzighettone anziché a Cremona).
| Squadra 1   | Risultato       | Squadra 2              |
| ----------- | --------------- | ---------------------- |
| Arezzo      | 1 - 4           | Portogruaro            |
| Cavese      | 3 - 1           | Biellese               |
| Cesena      | 3 - 1           | Chioggia Sottomarina   |
| Cremonese   | 0 - 3 (tav.)    | Reggiana               |
| Crotone     | 2 - 0           | R.C. Angolana          |
| Foggia      | 0 - 2           | Barletta               |
| Foligno     | 3 - 2           | Pergocrema             |
| Gallipoli   | 3 - 2           | Bacoli Sibilla Flegrea |
| Legnano     | 1 - 3           | Benevento              |
| Mezzocorona | 0 - 2           | Pescara                |
| Monza       | 1 - 1 (5-4 dtr) | Celano                 |
| Novara      | 3 - 1           | Real Marcianise        |
| Padova      | 8 - 0           | Pontedera              |
| Perugia     | 1 - 0           | Lumezzane              |
| Pro Sesto   | 2 - 0           | Tritium                |
| Ravenna     | 5 - 1           | Castellarano           |
| Sorrento    | 3 - 1           | Castelsardo            |
| Taranto     | 1 - 2           | Bassano Virtus         |

Note
1. ↑  Inversione di campo rispetto all'esito del sorteggio.

#### Secondo turno
Si è disputato tra sabato 16, domenica 17 e mercoledì 20 agosto 2008 e ha visto in lizza 40 squadre: i 22 club di Serie B e le 18 vincenti del primo turno (16 di Prima Divisione e 2 di Seconda Divisione). Avevano diritto a giocare in casa tutte le squadre di Serie B con eccezione delle due società neopromosse dalla Serie C1 attraverso i play-off. Queste ultime hanno giocato in trasferta gli unici due scontri diretti tra squadre cadette di questo turno. Le altre 18 partite vedevano una squadra di Serie B giocare in casa contro una proveniente dal primo turno. Le eccezioni sono state due: Pro Sesto-Modena e Barletta-Sassuolo si sono giocate in casa delle formazioni di Lega Pro anziché in casa di quelle di Serie B.
| Squadra 1    | Risultato       | Squadra 2      |
| ------------ | --------------- | -------------- |
| AlbinoLeffe  | 2 - 2 (8-7 dtr) | Pescara        |
| Ascoli       | 3 - 1           | Perugia        |
| Avellino     | 0 - 1           | Reggiana       |
| Bari         | 2 - 0           | Bassano Virtus |
| Barletta     | 1 - 3           | Sassuolo       |
| Brescia      | 2 - 1           | Foligno        |
| Empoli       | 2 - 0           | Ancona         |
| Frosinone    | 0 - 2           | Crotone        |
| Grosseto     | 4 - 2           | Cavese         |
| Livorno      | 3 - 0           | Novara         |
| Mantova      | 1 - 0           | Gallipoli      |
| Parma        | 3 - 2 (dts)     | Portogruaro    |
| Piacenza     | 0 - 1           | Padova         |
| Pisa         | 1 - 2           | Cittadella     |
| Pro Sesto    | 0 - 1           | Modena         |
| Rimini       | 3 - 3 (0-3 dtr) | Ravenna        |
| Salernitana  | 3 - 1           | Cesena         |
| Treviso      | 2 - 2 (8-9 dtr) | Benevento      |
| Triestina    | 2 - 1           | Sorrento       |
| L.R. Vicenza | 3 - 0           | Monza          |

Note
1. 1 2  Inversione di campo rispetto all'esito del sorteggio.

#### Terzo turno
Si è disputato sabato 23 e domenica 24 agosto 2008 con la partecipazione di 32 squadre: i 12 club di Serie A che non prendono parte alle coppe europee e le 20 vincenti del secondo turno (15 squadre di Serie B e 5 di Prima Divisione). Le 12 formazioni della massima serie hanno giocato in casa contro altrettante vincenti del secondo turno. Le rimanenti 8 squadre di serie inferiore si sono affrontate tra loro con fattore campo determinato dal sorteggio. L'incontro Cittadella-Empoli si è disputato a Treviso per l'indisponibilità del terreno di gioco del Cittadella.
| Squadra 1  | Risultato   | Squadra 2    |
| ---------- | ----------- | ------------ |
| Ascoli     | 1 - 0       | Bari         |
| Atalanta   | 2 - 1       | Modena       |
| Bologna    | 2 - 0       | L.R. Vicenza |
| Cagliari   | 1 - 0       | Triestina    |
| Catania    | 2 - 1 (dts) | Parma        |
| Chievo     | 1 - 2       | Padova       |
| Cittadella | 0 - 1       | Empoli       |
| Crotone    | 0 - 3       | Livorno      |
| Genoa      | 3 - 1       | Mantova      |
| Lazio      | 5 - 1       | Benevento    |
| Lecce      | 0 - 1       | Salernitana  |
| Palermo    | 1 - 2       | Ravenna      |
| Reggina    | 3 - 0       | Grosseto     |
| Sassuolo   | 1 - 0       | Reggiana     |
| Siena      | 4 - 0       | AlbinoLeffe  |
| Torino     | 2 - 1 (dts) | Brescia      |

#### Quarto turno
Si è disputato tra mercoledì 17, martedì 30 settembre, mercoledì 1º e giovedì 2 ottobre 2008, con in lizza le 16 vincenti del terzo turno: 9 formazioni di Serie A, 5 di Serie B e 2 di Prima Divisione. Le vincenti dei quattro incontri del terzo turno che non vedevano in lizza formazioni di Serie A giocavano obbligatoriamente in trasferta nel quarto turno. Nelle altre quattro partite il fattore campo è stato determinato dal sorteggio.
| Squadra 1   | Risultato       | Squadra 2 |
| ----------- | --------------- | --------- |
| Bologna     | 1 - 0           | Ascoli    |
| Catania     | 4 - 0           | Padova    |
| Genoa       | 2 - 1           | Ravenna   |
| Lazio       | 2 - 0           | Atalanta  |
| Reggina     | 4 - 0           | Cagliari  |
| Salernitana | 2 - 2 (8-7 dtr) | Sassuolo  |
| Siena       | 0 - 2           | Empoli    |
| Torino      | 3 - 2 (dts)     | Livorno   |

### Fase finale

#### Ottavi di finale
Si sono disputati tra mercoledì 12 novembre, mercoledì 3 e mercoledì 17 dicembre 2008, martedì 13 e mercoledì 14 gennaio 2009. Entrano in lizza gli 8 club di Serie A partecipanti alle coppe europee, i quali giocano di diritto in casa contro le 8 vincenti del quarto turno (fra cui sono rimaste in lizza anche 2 squadre di Serie B).
| Squadra 1  | Risultato       | Squadra 2   |
| ---------- | --------------- | ----------- |
| Fiorentina | 0 - 1           | Torino      |
| Inter      | 3 - 1 (dts)     | Genoa       |
| Juventus   | 3 - 0           | Catania     |
| Milan      | 1 - 2 (dts)     | Lazio       |
| Napoli     | 3 - 1           | Salernitana |
| Roma       | 2 - 0           | Bologna     |
| Sampdoria  | 2 - 1           | Empoli      |
| Udinese    | 0 - 0 (8-7 dtr) | Reggina     |

#### Quarti di finale
Si sono disputati tra mercoledì 21, giovedì 22 gennaio e mercoledì 4 febbraio 2009 fra le 8 vincenti degli ottavi di finale. Anche in questo caso si è giocato in gara unica, con fattore campo predeterminato dal sorteggio.
| Squadra 1 | Risultato       | Squadra 2 |
| --------- | --------------- | --------- |
| Inter     | 2 - 1           | Roma      |
| Juventus  | 0 - 0 (4-3 dtr) | Napoli    |
| Lazio     | 3 - 1           | Torino    |
| Udinese   | 1 - 1 (2-5 dtr) | Sampdoria |

#### Semifinali
Le quattro vincenti dei quarti di finale si sono affrontate con gare di andata e ritorno (unico caso in questa edizione). Gli incontri di andata si sono disputati martedì 3 e mercoledì 4 marzo 2009, quelli di ritorno mercoledì 22 e giovedì 23 aprile 2009.
| Squadra 1 | Totale | Squadra 2 | Andata | Ritorno |
| --------- | ------ | --------- | ------ | ------- |
| Sampdoria | 3 - 1  | Inter     | 3 - 0  | 0 - 1   |
| Lazio     | 4 - 2  | Juventus  | 2 - 1  | 2 - 1   |

#### Finale
La finale è stata disputata mercoledì 13 maggio 2009 allo stadio Olimpico di Roma.
| Arbitro: | Rosetti (Torino) |

|                                                          |                      |                                                                   |
| Zárate 4’                                                | Marcatori            | 30’ Pazzini                                                       |
| Ledesma Rocchi Rozehnal Kolarov Zárate Lichtsteiner Dabo | Tiri di rigore 6 – 5 | Cassano Palombo Pazzini Gastaldello Accardi Delvecchio Campagnaro |

| Lazio | Sampdoria |

##### Formazioni
| Lazio (4-4-2)   |    |                      |     |      |
|                 |    |                      |     |      |
| POR             | 86 | Fernando Muslera     |     |      |
| DIF             | 2  | Stephan Lichtsteiner |     |      |
| DIF             | 13 | Sebastiano Siviglia  | 54’ |      |
| DIF             | 22 | David Rozehnal       |     |      |
| DIF             | 3  | Aleksandar Kolarov   |     |      |
| CEN             | 5  | Cristian Brocchi     |     | 103’ |
| CEN             | 6  | Ousmane Dabo         |     |      |
| CEN             | 24 | Cristian Ledesma (c) |     |      |
| CEN             | 17 | Pasquale Foggia      | 7’  | 80’  |
| ATT             | 10 | Mauro Zárate         |     |      |
| ATT             | 19 | Goran Pandev         |     | 73’  |
| A disposizione: |    |                      |     |      |
| POR             | 1  | Juan Pablo Carrizo   |     |      |
| CEN             | 11 | Stefano Mauri        |     |      |
| ATT             | 18 | Tommaso Rocchi       |     | 73’  |
| DIF             | 29 | Lorenzo De Silvestri |     | 103’ |
| DIF             | 32 | Ștefan Radu          |     |      |
| ATT             | 81 | Simone Del Nero      |     | 80’  |
| DIF             | 87 | Modibo Diakité       |     |      |
| Allenatore:     |    |                      |     |      |
| Delio Rossi     |    |                      |     |      |

| Sampdoria (3-5-2) |    |                      |      |       |
|                   |    |                      |      |       |
| POR               | 1  | Luca Castellazzi     |      |       |
| DIF               | 16 | Hugo Campagnaro      | 120’ |       |
| DIF               | 6  | Stefano Lucchini     | 25’  | 96’   |
| DIF               | 5  | Pietro Accardi       | 60’  |       |
| CEN               | 23 | Marius Stankevičius  |      |       |
| CEN               | 21 | Paolo Sammarco       |      | 90+1’ |
| CEN               | 17 | Angelo Palombo (c)   | 108’ |       |
| CEN               | 19 | Daniele Franceschini |      | 87’   |
| CEN               | 46 | Mirko Pieri          |      |       |
| ATT               | 99 | Antonio Cassano      |      |       |
| ATT               | 10 | Giampaolo Pazzini    |      |       |
| A disposizione:   |    |                      |      |       |
| POR               | 83 | Antonio Mirante      |      |       |
| CEN               | 20 | Marco Padalino       |      |       |
| DIF               | 28 | Daniele Gastaldello  | 110’ | 96’   |
| CEN               | 40 | Gennaro Delvecchio   | 98’  | 87’   |
| DIF               | 84 | Andrea Raggi         |      |       |
| DIF               | 88 | Daniele Dessena      |      | 90+1’ |
| ATT               | 89 | Guido Marilungo      |      |       |
| Allenatore:       |    |                      |      |       |
| Walter Mazzarri   |    |                      |      |       |

## Tabellone (fase finale)
|  | Ottavi di finale | Ottavi di finale |       |                | Quarti di finale | Quarti di finale |  |           | Semifinali | Semifinali | Semifinali | Semifinali |  |             | Finale | Finale |
|  |                  |                  |       |                |                  |                  |  |           |            |            |            |            |  |             |        |        |
|  | Milan            | 1                |       |                |                  |                  |  |           |            |            |            |            |  |             |        |        |
|  | Lazio (dts)      | 2                |       |                |                  |                  |  |           |            |            |            |            |  |             |        |        |
|  | Lazio (dts)      | 2                |       | Lazio          | 3                |                  |  |           |            |            |            |            |  |             |        |        |
|  |                  |                  |       | Lazio          | 3                |                  |  |           |            |            |            |            |  |             |        |        |
|  |                  | Torino           | 1     |                |                  |                  |  |           |            |            |            |            |  |             |        |        |
|  | Fiorentina       | Torino           | 1     | 0              |                  |                  |  |           |            |            |            |            |  |             |        |        |
|  | Fiorentina       |                  |       | 0              |                  |                  |  |           |            |            |            |            |  |             |        |        |
|  | Torino           | 1                |       |                |                  |                  |  |           |            |            |            |            |  |             |        |        |
|  | Torino           | 1                |       |                |                  |                  |  | Lazio     | 2          | 2          | 4          |            |  |             |        |        |
|  |                  |                  |       |                |                  |                  |  | Lazio     | 2          | 2          | 4          |            |  |             |        |        |
|  |                  | Juventus         | 1     | 1              | 2                |                  |  |           |            |            |            |            |  |             |        |        |
|  | Juventus         | Juventus         | 1     | 1              | 2                | 3                |  |           |            |            |            |            |  |             |        |        |
|  | Juventus         |                  |       |                |                  | 3                |  |           |            |            |            |            |  |             |        |        |
|  | Catania          | 0                |       |                |                  |                  |  |           |            |            |            |            |  |             |        |        |
|  | Catania          | 0                |       | Juventus (dtr) | 0(4)             |                  |  |           |            |            |            |            |  |             |        |        |
|  |                  |                  |       | Juventus (dtr) | 0(4)             |                  |  |           |            |            |            |            |  |             |        |        |
|  |                  | Napoli           | 0(3)  |                |                  |                  |  |           |            |            |            |            |  |             |        |        |
|  | Napoli           | Napoli           | 0(3)  | 3              |                  |                  |  |           |            |            |            |            |  |             |        |        |
|  | Napoli           |                  |       | 3              |                  |                  |  |           |            |            |            |            |  |             |        |        |
|  | Salernitana      | 1                |       |                |                  |                  |  |           |            |            |            |            |  |             |        |        |
|  | Salernitana      | 1                |       |                |                  |                  |  |           |            |            |            |            |  | Lazio (dtr) | 1(6)   |        |
|  |                  |                  |       |                |                  |                  |  |           |            |            |            |            |  | Lazio (dtr) | 1(6)   |        |
|  |                  | Sampdoria        | 1(5)  |                |                  |                  |  |           |            |            |            |            |  |             |        |        |
|  | Udinese (dtr)    | Sampdoria        | 1(5)  | 0(8)           |                  |                  |  |           |            |            |            |            |  |             |        |        |
|  | Udinese (dtr)    |                  |       | 0(8)           |                  |                  |  |           |            |            |            |            |  |             |        |        |
|  | Reggina          | 0(7)             |       |                |                  |                  |  |           |            |            |            |            |  |             |        |        |
|  | Reggina          | 0(7)             |       | Udinese        | 1 (1)            |                  |  |           |            |            |            |            |  |             |        |        |
|  |                  |                  |       | Udinese        | 1 (1)            |                  |  |           |            |            |            |            |  |             |        |        |
|  |                  | Sampdoria (dtr)  | 1 (4) |                |                  |                  |  |           |            |            |            |            |  |             |        |        |
|  | Sampdoria        | Sampdoria (dtr)  | 1 (4) | 2              |                  |                  |  |           |            |            |            |            |  |             |        |        |
|  | Sampdoria        |                  |       | 2              |                  |                  |  |           |            |            |            |            |  |             |        |        |
|  | Empoli           | 1                |       |                |                  |                  |  |           |            |            |            |            |  |             |        |        |
|  | Empoli           | 1                |       |                |                  |                  |  | Sampdoria | 3          | 0          | 3          |            |  |             |        |        |
|  |                  |                  |       |                |                  |                  |  | Sampdoria | 3          | 0          | 3          |            |  |             |        |        |
|  |                  | Inter            | 0     | 1              | 1                |                  |  |           |            |            |            |            |  |             |        |        |
|  | Inter (dts)      | Inter            | 0     | 1              | 1                | 3                |  |           |            |            |            |            |  |             |        |        |
|  | Inter (dts)      |                  |       |                |                  | 3                |  |           |            |            |            |            |  |             |        |        |
|  | Genoa            | 1                |       |                |                  |                  |  |           |            |            |            |            |  |             |        |        |
|  | Genoa            | 1                |       | Inter          | 2                |                  |  |           |            |            |            |            |  |             |        |        |
|  |                  |                  |       | Inter          | 2                |                  |  |           |            |            |            |            |  |             |        |        |
|  |                  | Roma             | 1     |                |                  |                  |  |           |            |            |            |            |  |             |        |        |
|  | Roma             | Roma             | 1     | 2              |                  |                  |  |           |            |            |            |            |  |             |        |        |
|  | Roma             |                  |       | 2              |                  |                  |  |           |            |            |            |            |  |             |        |        |
|  | Bologna          | 0                |       |                |                  |                  |  |           |            |            |            |            |  |             |        |        |

## Classifica marcatori
| Gol | Rigori |  | Giocatore               | Squadra   |
| --- | ------ |  | ----------------------- | --------- |
| 6   |        |  | Goran Pandev            | Lazio     |
| 5   |        |  | Massimiliano Varricchio | Padova    |
| 5   | 2      |  | Francesco Lodi          | Empoli    |
| 4   | 1      |  | Alessandro Diamanti     | Livorno   |
| 4   |        |  | Davide Succi            | Ravenna   |
| 4   |        |  | Giampaolo Pazzini       | Sampdoria |